# Paepalanthus parvicephalus
Paepalanthus parvicephalus är en gräsväxtart som först beskrevs av Harold Norman Moldenke, och fick sitt nu gällande namn av Nancy Hensold. Paepalanthus parvicephalus ingår i släktet Paepalanthus och familjen Eriocaulaceae.

## Underarter
Arten delas in i följande underarter:
- P. p. parvicephalus
- P. p. wurdackii